# 尹烨
尹烨（1979年8月14日—），生于辽宁省丹东市，中国企业家。现任华大集团首席执行官。

## 生平
毕业于哥本哈根大学，生物工程博士，基因组学研究员。 2002年加入华大基因，是非典型肺炎早期诊断科研攻关的主要参与者之一。
历任科技合作事业部副总裁，华南片区第一负责人，华大控股首席运营官，深圳华大基因医学有限公司总经理，华大基因总经理等职。
2017年7月，任深圳华大基因股份有限公司CEO。